# 公子买
公子买（？—前632年），姬姓，名买，字子丛，鲁国公子，鲁僖公时，公子买为卿。
前632年，晋国三军出动，攻打卫国，楚国救援卫国，没有得胜，此时公子买驻守在卫国，亲楚的鲁僖公害怕晋国，杀了公子买以讨好晋国，以公子买驻守没到期就想回来的理由欺骗楚国人。